# Smilax calophylla
Smilax calophylla är en enhjärtbladig växtart som beskrevs av Nathaniel Wallich och A.Dc. Smilax calophylla ingår i släktet Smilax och familjen Smilacaceae. Inga underarter finns listade.